# Jewish Voice for Peace
Jewish Voice for Peace (en español: Voz Judía por la Paz, JVP; en hebreo: קול יהודי לשלום Kol Yehudi la-Shalom) es una organización judía estadounidense antisionista de izquierda. La organización apoya el movimiento de Boicot, Desinversiones y Sanciones (BDS) contra Israel.El JVP critica lo que describe como «graves violaciones de los derechos humanos que Israel comete a diario».